# 巴甫利夫卡 (海辛區)
巴甫利夫卡（烏克蘭語：Павлівка），是烏克蘭西南部文尼察州海辛區的村落。始建於1910年，面積0.33平方公里，海拔高度203米，2001年人口39，人口密度每平方公里119.27人。
48°46′33″N 29°8′4″E / 48.77583°N 29.13444°E